# Enrico Fabris
Enrico Fabris (Roana, 5 ottobre 1981) è un allenatore di pattinaggio ed ex pattinatore italiano, vincitore di due medaglie d'oro ai Giochi olimpici invernali di Torino 2006.
È stato il primo atleta italiano a vincere una medaglia olimpica nella disciplina del pattinaggio di velocità.

## Biografia

### Pattinatore
Fabris ha iniziato l'attività agonistica seguendo gli insegnamenti del padre e successivamente è stato cresciuto nella pista naturale di Gallio da Alessandro De Taddei, che ne ha curato la tecnica. Nel 1987, all'età di sei anni, si è affiliato alla società di pattinaggio del suo paese natale, la Sportivi Ghiaccio Roana; è rimasto tesserato per il club di Roana per sedici anni, in seguito è passato al gruppo sportivo statale delle Fiamme Oro.
Ha rappresentato l'Italia ai Giochi olimpici invernali di Salt Lake City 2002, ottenendo il 16º posto nei 5000 metri e il 26º posto nei 1500 metri.
Ai Giochi olimpici invernali di Torino 2006 ha vinto la medaglia d'oro nei 1500 metri e nell'inseguimento a squadre (insieme a Matteo Anesi, Ippolito Sanfratello e Stefano Donagrandi), oltre alla medaglia di bronzo nei 5000 metri, diventando il primo atleta italiano a vincere una medaglia olimpica nella disciplina del pattinaggio di velocità.
Il 21 novembre 2011 ha annunciato il proprio ritiro dal pattinaggio agonistico a causa di problemi fisici alle ginocchia.
Il 15 dicembre 2015 è stato inserito nella Walk of Fame dello sport italiano al parco olimpico del Foro Italico a Roma.

### Allenatore
Ai Giochi olimpici invernali di Pyeongchang 2018 ha allenato Nicola Tumolero, vincitore della medaglia di bronzo nei 10000 metri.

## Palmarès

### Giochi olimpici invernali
- 3 medaglie:
  - 2 ori (1500m, inseguimento a squadre a Torino 2006)
  - 1 bronzo (5000m Torino 2006)

### Campionati mondiali completi
- 3 medaglie
  - 2 argenti (Calgary 2006, Heerenveen 2007)
  - 1 bronzo (Hamar 2009)

### Campionati mondiali singole distanze
- 5 medaglie
  - 5 argenti (inseguimento a squadre a Inzell 2005; 5000m a Salt Lake City 2007; 5000m, 10000m, inseguimento a squadre a Nagano 2008)

### Campionati europei
- 4 medaglie
  - 1 oro (Hamar 2006)
  - 2 argenti (Collalbo 2007, Hamar 2010)
  - 1 bronzo (Kolomna 2008)

## Record
Fabris ha realizzato i record italiani nei 1000, 1500, 3000, 5000 e 10000 metri.
- 1000 metri: 1'09"16
- 1500 metri: 1'43"67
- 3000 metri: 3'40"23
- 5000 metri: 6'06"06
- 10000 metri: 13'10"60